# Підйомно-транспортні машини

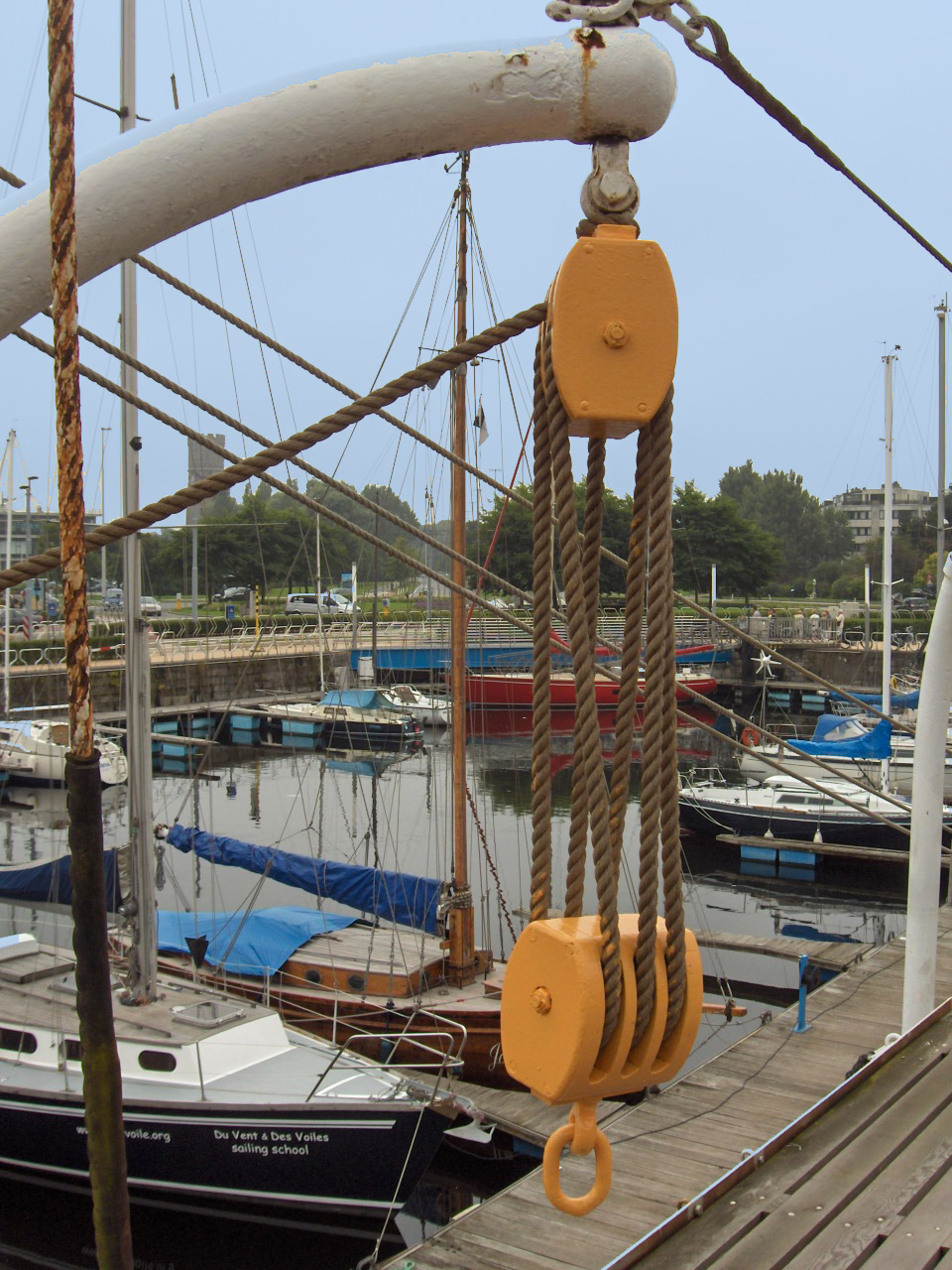
Поліспаст — механізм, що використовується у багатьох підйомно-транспортних машинах

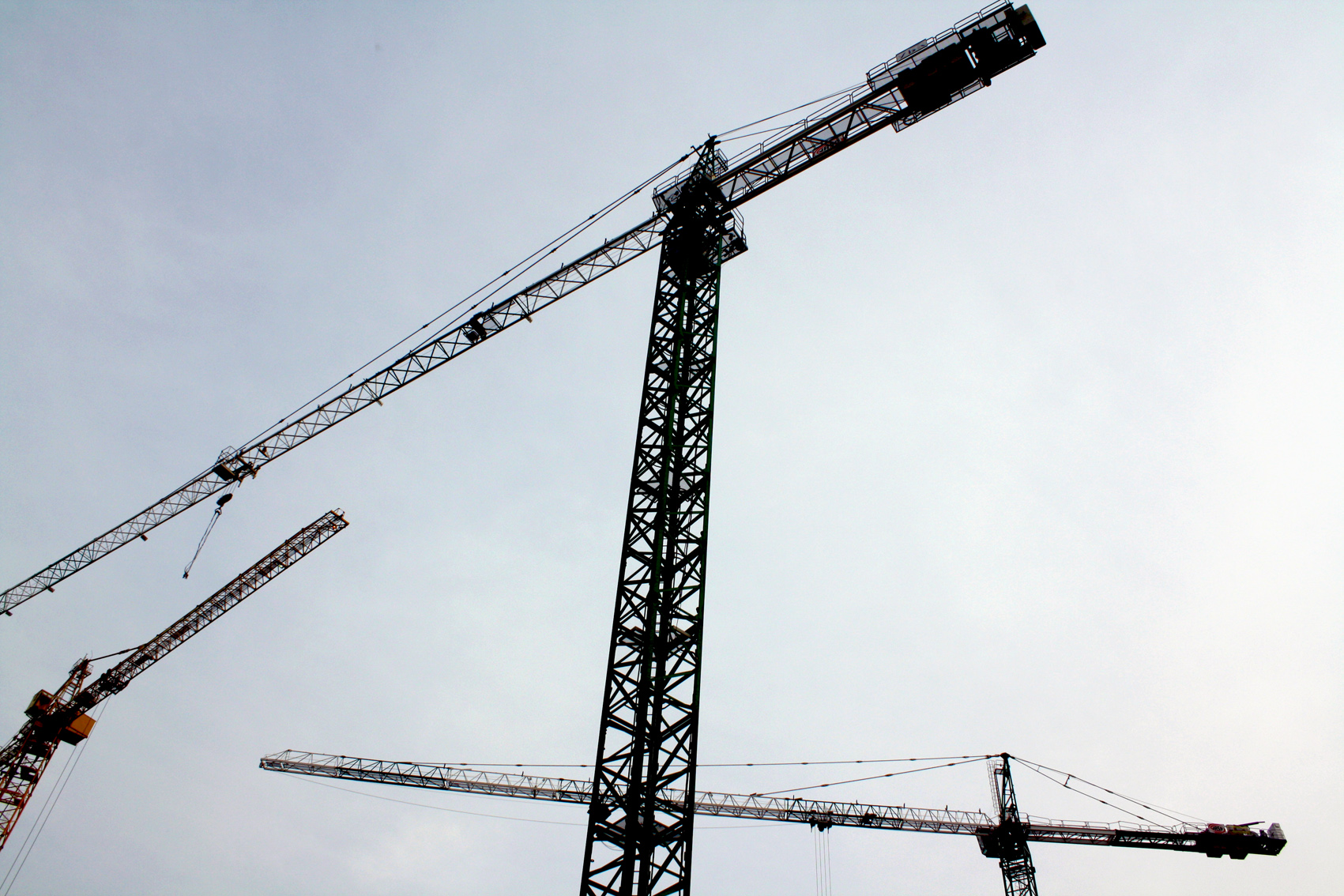
Підйомний кран

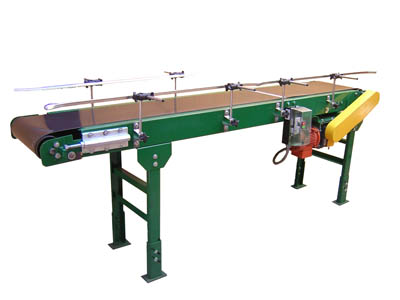
Стрічковий конвеєр

Підйо́мно-тра́нспортні маши́ни (ПТМ) — пристрої, що призначені для механізації вантажно-розвантажувальних робіт та переміщення вантажів (матеріалів, сировини, виробів, товарів) і людей у вертикальній, горизонтальній чи похилій площині; також, — назва навчальної дисципліни у навчальних програмах підготовки фахівців інженерних спеціальностей у вищих навчальних закладах.

## Використання
Підйомно-транспортні машини є основним засобом механізації підйомно-транспортних і вантажно-розвантажувальних робіт у промисловості, будівництві, складі, на транспорті, гірничій справі та сільському господарстві. Підйомно-транспортні машини застосовують також для переміщення людей у багатоповерхових житлових, громадських й адміністративних будівлях, шахтах, на станціях метрополітенів тощо.

## Класифікація
За характером виконуваних переміщень і призначенням підйомно-транспортні машини можуть бути умовно розділені на три укрупнених групи:
- вантажопідйомні машини і механізми призначені для переміщення окремих штучних вантажів великої маси по довільній просторовій траєкторії, що включає вертикальні, похилі і горизонтальні ділянки, циклічним методом, при якому періоди роботи перемежовуються з періодами пауз. Вони можуть виконувати і монтажні операції, пов'язані з підйомом і точним встановленням елементів чи обладнання, що монтується, а також підтриманням їх у підвішеному стані до закріплення у проектному положенні;
- транспортуючі машини призначені для переміщення безперервним потоком масових однотипних, переважно навалювальних вантажів певною, зазвичай лінійною трасою, яка може мати як горизонтальні, так і похилі, а також, вертикальні ділянки. Транспортуючі машини можна застосовувати на складально-монтажних операціях при виготовленні різних за складністю виробів, використовувати для переміщення людей (ескалаторами, пасажирськими конвеєрами, підйомниками безперервної дії) тощо;
- вантажно-розвантажувальні машини призначені для розвантаження матеріалів, напівфабрикатів і виробів з транспортних засобів та зі складів і перевантаження їх у транспортні засоби — залізничний рухомий склад, на судна тощо. Їх хпрактерною особливістю є наявність захоплювального (зачерпувального) органу. Вантажно-розвантажувальні машини застосовують для перевантаження будь-яких вантажів, але у гірничій справі — переважно сипучих навалювальних вантажів (вугілля, руди, сипучих матеріалів).

Машини та пристрої, що застосовуються на вантажно-розвантажувальних, складських і транспортних операціях, за характером переміщення вантажу поділяються на дві групи:
- безперервної дії — машини, робочий орган яких (стрічка, канат, гвинт, скребок, лоток тощо) рухається безперервно, не зупиняючись для прийому і віддачі вантажу, та переміщує вантаж до місця призначення безперервним потоком. Групу машин безперервної дії становлять конвеєри різних типів, у тому числі пасажирські (рухомі тротуари), елеватори, ескалатори, ліфти безперервної дії (патерностери) тощо;
- періодичної (циклічної) дії — машини, у яких вантажозахоплювальний орган (гак, ківш, напівавтоматичний і автоматичний захват тощо) переносить вантаж окремими порціями і після кожного переміщення порції вантажу повертається назад порожнім. До механізмів і машин періодичної дії належать прості неприводні вантажопідйомні пристрої: блоки, поліспасти та ін., а також вантажо-підйомні машини, головним чином електричні підйомні крани, штабелери, вантажні і пасажирські ліфти, підйомники.

За родом перероблюваного вантажу розрізняють підйомно-транспортне обладнання:
- для переміщення тарно-штучних вантажів у ящиках, бочках, мішках (вантажопідйомні крани, електронавантажувачі, автонавантажувачі);
- обладнання для переміщення масових насипних і навалювальних вантажів (ковшеві навантажувачі, стрічкові транспортери);
- обладнання для перекачування й транспортування трубопроводами наливних вантажів

Підйомно-транспортні машини можуть мати електричний, гідравлічний, пневматичний привод чи отримувати енергію від двигуна внутрішнього згорання.

## Основні типи підйомно-транспортних машин
До підйомно-транспортних відносять такі різновиди машин:
Вантажопідйомні машини
- домкрати;
- лебідки: підйомні (талі) і тягові;
- крани: консольні та мостові;
- ліфти;
- підіймачі: шахтні, щоглові, ковшеві тощо;
- столи;
- тельфери.

Транспортуючі машини
- канатні дороги;
- конвеєри;
- елеватори;
- ескалатори;
- машини підвісного монорельсового транспорту
- машини наземного транспорту (тягачі, візки)

Вантажно-розвантажувальні машини
- навантажувачі: вилкові, ковшеві, платформні тощо;
- розвантажувачі: вагоноперекидачі, автомобілерозвантажувачі, розвантажувально-штабелювальні машини тощо;

## Особливості розвитку конструкцій
Розвиток підйомно-транспортних машини пов'язаний з розробкою конструкцій підвищеної надійності з високими технічними параметрами, та з одночасним зниженням метало- і енергоємності, а також із створенням комплексів машин, що поєднують функції машин періодичної та безперервної дії, маніпуляторів і машин-роботів (підйомно-транспортні машини з програмним керуванням), що виконують різні операції у важкодоступних місцях, в небезпечних для здоров'я людей умовах тощо.

## Навчальна дисципліна
«Підйомно-транспортні машини» (ПТМ) або «Підйомно-транспортні машини і механізми» — навчальна дисципліна, яка вивчається у вищих технічних закладах освіти у рамках програм підготовки фахівців багатьох технічних спеціальностей.
Метою дисципліни є вивчення загальних основ розрахунку та проектування підйомно–транспортних машини, їх деталей, вузлів та приводів з урахуванням призначення та умов експлуатації.